# Lasioglossum respersum
Lasioglossum respersum är en biart som först beskrevs av Joseph Vachal 1904.  Lasioglossum respersum ingår i släktet smalbin, och familjen vägbin. Inga underarter finns listade i Catalogue of Life.